# Pring
株式会社pring（ぷりん）は、資金移動業を展開する日本のIT企業。
Googleの完全子会社。

## 概要
株式会社メタップスの子会社として創業。資金移動業の登録を受けており、主にスマートフォンアプリを用いた送金、実店舗でのQRコードを用いた電子決済サービスを展開している。pringの会員同士で資金移動や銀行口座への出金、2019年3月12日からはセブン-イレブンなどで導入されているセブン銀行のATMで残高を出金するサービスも展開している。また会社が社員に送金するといった、法人向けサービスも展開している。
pringアプリには、お金の送金に加えてチャット機能も組み込まれており、「お金コミュニケーションアプリ」をコンセプトに設計されている。
日本経済新聞電子版は2021年7月8日、Googleがみずほ銀行などプリンの既存株主から全株式を200億〜300億円で取得し、買収する方向で最終調整に入った、と報道した。電子版の新聞報道に対し当初は否定していたメタップスも7月13日には株式売却を決定したことを認めた。次いで7月14日、メタップス・ミロク情報サービス・日本瓦斯の3社がGoogleにpringの株式（計 86 %超）を売却することを発表した。
2024年4月、同年6月10日付けで新規ユーザー登録の終了並びに送金の上限金額変更などの仕様変更を行うことを発表した。それに先立ち、同年5月14日付で（上記アプリによる）一部の金融機関との接続を終了する予定（後述）。

## サービス
主なサービス
- アプリを介した個人間送金。
- セブン銀行ATMを介した現金の入出金。
- 銀行口座からの入出金。
- 店舗でのQRコード決済。
- pring チーム。
- 業務用pring。

サービスの主な連携先
- 三井住友銀行、みずほ銀行などのメガバンクに加え、あらゆる地方銀行（但し地銀各行並びにauじぶん銀行・住信SBIネット銀行・ソニー銀行・楽天銀行に関しては、2024年5月14日付で接続終了予定）[11]。
- セブン銀行ATM（セブン&アイ・ホールディングス、セブン-イレブン・ジャパン）